# The Last Tour on Earth
The Last Tour on Earth – album koncertowy dokumentujący dwie trasy koncertowe zespołu Marilyn Manson - Mechanical Animals i Rock is Dead.

## Lista utworów
1. Inauguration of the Mechanical Christ – 2:44
2. The Reflecting God – 5:31
3. Great Big White World – 5:22
4. Get Your Gunn – 3:36
5. Sweet Dreams / Hell Outro – 5:36
6. Rock is Dead – 3:20
7. The Dope Show – 3:46
8. Lunchbox – 8:35
9. I Don't Like the Drugs (But the Drugs Like Me) – 7:31
10. Antichrist Superstar – 5:16
11. The Beautiful People – 4:30
12. Irresponsible Hate Anthem – 4:40
13. The Last Day on Earth – 4:26
14. Astonishing Panorama of the Endtimes (Studio Recorded Track) – 3:59

AU, UK and Mexico Bonus Disc:
1. Coma White - 5:41
2. Get My Rocks off - 3:05 (Dr Hook cover)
3. Coma White (Acoustic) - 5:33
4. A Rose and a Baby Ruth - 2:17 (John D. Loudermilk cover)